# Miguel de Unamuno

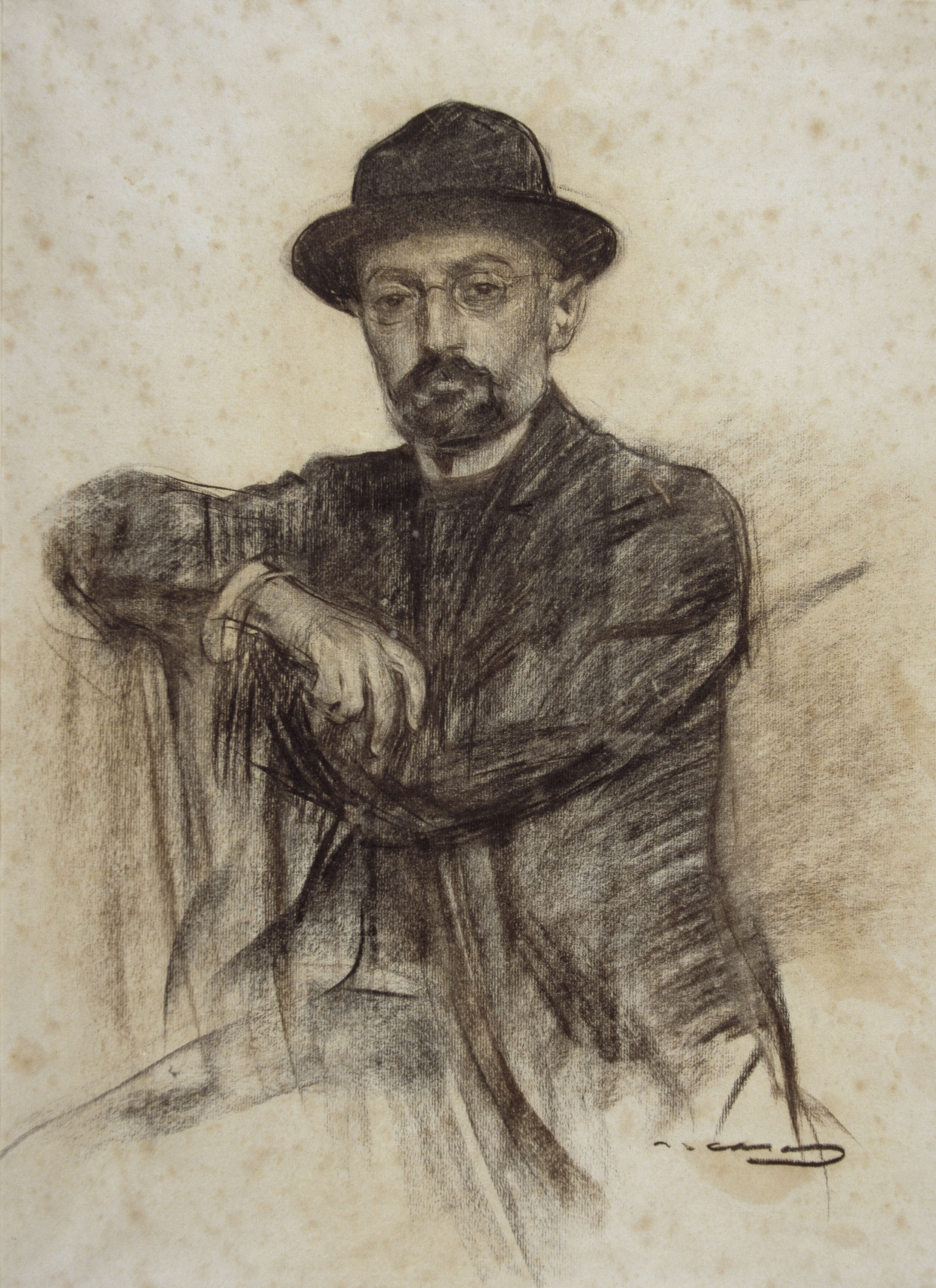
Unamuno

Miguel de Unamuno y Jugo (sinh ngày 29 tháng 9 năm 1864- mất ngày 31 tháng 12 năm 1936 là một tiểu thuyết gia, nhà thơ, nhà viết kịch và triết gia xứ Basque của Tây Ban Nha. Ông đã có nhiều đóng góp rất lớn trong lĩnh vực văn hóa ở nhiều thể loại khác nhau và góp công trong việc phát triển văn học Tây Ban Nha đương đại.

## Tiểu sử
Miguel de Unamuno sinh ra ở Bilbao, Biscay, xứ Basque, Tây Ban Nha một thành phố cảng của Tây Ban Nha, ông con trai của Félix de Unamuno và bà Salome Jugo. Khi còn trẻ, ông luôn quan tâm đến ngôn ngữ Basque, để có được một vị trí giảng dạy tại các trường đại học, ông đã phải nỗ lực cạnh tranh rất nhiều với các đối thủ của mình.
Trong quá trình công tác, Unamuno đóng góp công sức của mình trong các thể loại như các bài tiểu luận, tiểu thuyết, thơ ca và sân khấu, đặc biệt ông đã có nhiều nỗ lực để góp phần xóa nhòa đi các ranh giới giữa những thể loại này. Ông là một thành viên của "thế hệ 98" (một nhóm trí thức văn học Tây Ban Nha và triết gia đã được đào tạo từ José Martínez Ruiz, bao gồm các thành viên như: Antonio Machado, Azorín, Pio Baroja, Ramón del Valle-Inclán, Ramiro de Maeztu và Ángel Ganivet...). Ông mất ngày 31 tháng 12 năm 1936 tại Salamanca, Salamanca, Castile và León, Tây Ban Nha.

## Di sản

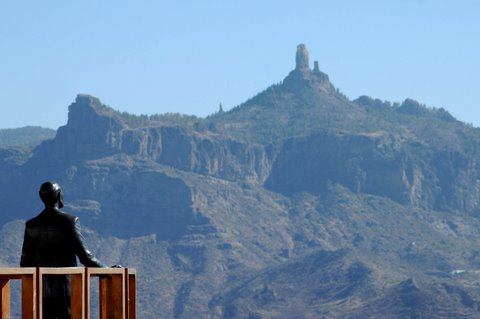
Tượng của ông

Những bản thảo viết tay có chữ ký của ông đã được Bộ Văn hóa Tây Ban Nha tuyên bố là "tài sản không được bán ra nước ngoài". Có nhà đấu giá sưu tập được các kỷ vật của ông và dự định sẽ bán 9 bức thư và các tài liệu khác về Unamuno, những tư liệu này được ông viết trong khoảng thời gian bị đi đày tại đảo Canary và Paris (1926–1930). Số còn lại là những lá thư nhà văn gửi cho vợ, con hoặc các tác giả đương thời như nhà thơ Rubén Darío. Bộ Văn hóa Tây Ban Nha sẽ không cho phép bán những kỷ vật này cho các tổ chức, cá nhân nước ngoài. Quyết định được đưa ra vài ngày trước khi cuộc đấu giá diễn ra tại Madrid. Đây được coi là nỗ lực đầu tiên của Tây Ban Nha nhằm lưu giữ những di sản tinh thần quý giá của dân tộc.

## Câu nói
| “ | Tôi không cho bạn những đồng xu để bạn đếm, mà là những đồng xu chứa đựng sự chân tình từ đôi tay của tôi | ” |